# Ballistische Gelatine

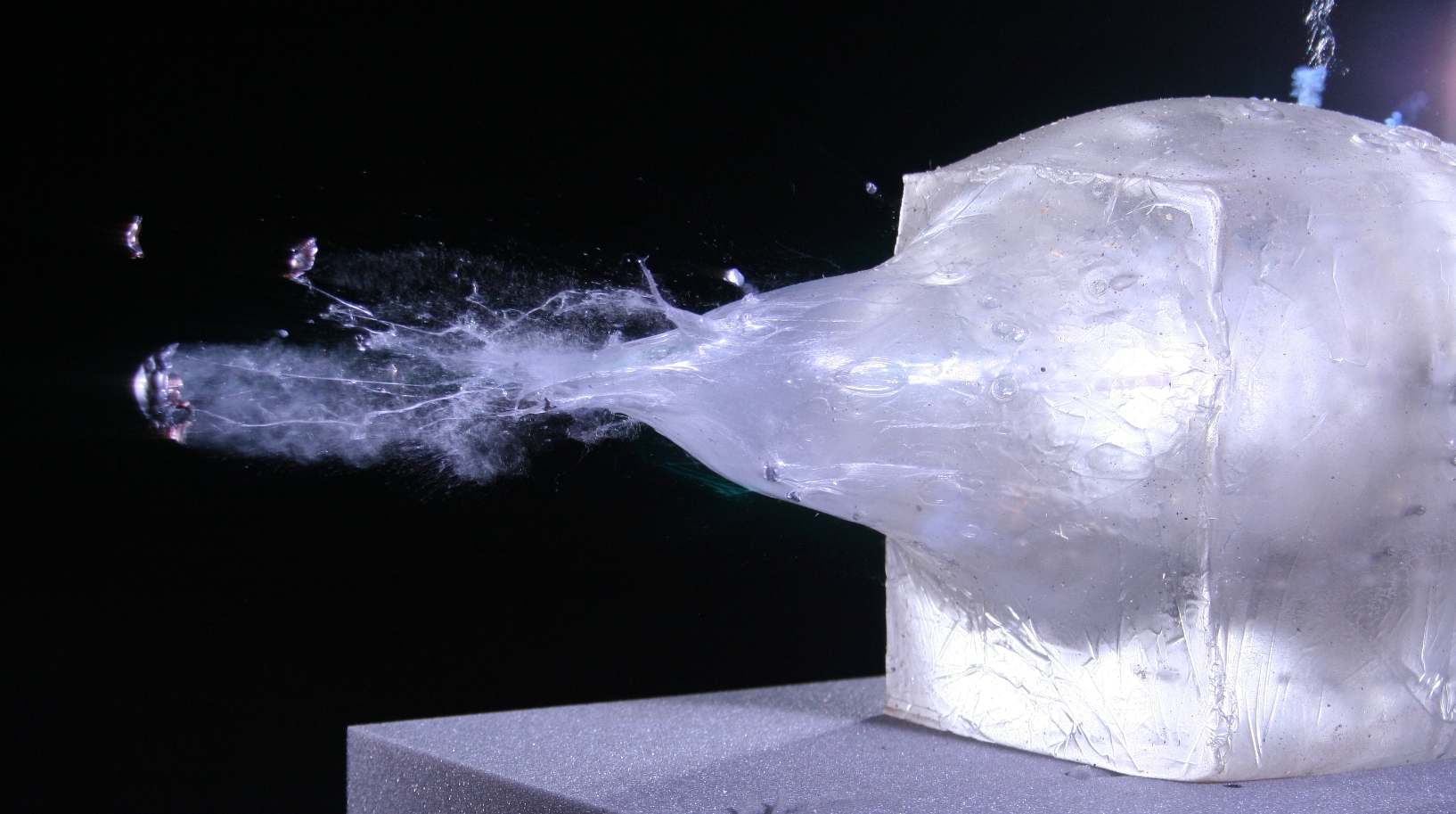
Foto einer synthetischen ballistischen Gelatine mit Geschosskanal eines Projektils vom Kaliber .243

Unter ballistischer Gelatine (kurz: Ballistik-Gel) versteht man Gelatine, die zur Simulation weicher Körper im Bereich der Waffenforschung und Forensik sowie Kriminalistik verwendet wird. 

## Beschreibung
Charakterisierende Eigenschaft ist die Gelstärke der Gelatine, angegeben mit dem Bloomwert. Die Hersteller bieten Gelatinetypen mit Bloomzahlen im Bereich zwischen 50 und 300 Bloom an, für ballistische Zwecke verwendet man typisch den Gelatinetyp A mit einer Bloomzahl von 250.
Im Material der Gelatine lassen sich aufgrund der Transparenz die Schusskanäle (temporäre Wundhöhle) der Projektile und Splitter besonders gut nachvollziehen. Es ist auch möglich, bei der Herstellung der Gelatineblöcke andere Gegenstände in die Gelatine einzubetten, beispielsweise Tierknochen oder synthetische Körper. So kann man umfassende Aussagen über das Verhalten von Geschossen, Klingen und anderen wundbildenden Gegenständen im Körper eines Tieres oder eines Menschen treffen.
In der Kriminalistik wird ballistische Gelatine dazu verwendet, Projektile aus sichergestellten Waffen möglichst schonend aufzufangen, um sie mit Tatprojektilen vergleichen zu können, da jeder Waffentyp eigene Muster aus Schleifspuren des Laufes auf den Projektilen hinterlässt, vergleichbar mit dem menschlichen Fingerabdruck.